# 絲鰭鬼鮋
絲鰭鬼鮋（学名：Inimicus filamentosus）為輻鰭魚綱鮋形目鮋亞目毒鮋科的其中一種，為熱帶海水魚，分布於西印度洋紅海、東非至馬爾地夫海域，棲息深度可達55公尺，體長可達25公分，棲息在礁沙石底質底層水域，生活習性不明，具有毒性，可做為食用魚。